# Przystawy (Malechowo)
Przystawy (deutsch Pirbstow) ist ein Dorf in der polnischen Woiwodschaft Westpommern. Es gehört zur Landgemeinde (gmina wiejska) Malechowo (Malchow) im Powiat Sławieński (Schlawe).

## Geographische Lage
Das Bauerndorf Przystawy liegt an der Nebenstraßenverbindung von Darłowo (Rügenwalde) über Porzecze (Preetz) und Jeżycki (Neuenhagen Abtei) nach Malechowo (Malchow) an der Landesstraße 6 (Europastraße 28) Stettin – Danzig. Bis nach Darłowo und zu Ostsee sind es 13 Kilometer, und bis nach Malechowo sieben Kilometer. Die Bahnstrecke Stargard in Pommern – Köslin – Danzig führt durch Przystawy, die nächste Bahnstation allerdings liegt in Wiekowo (Alt Wieck).
Die Feldmark von Przystawy grenzt im Osten und Süden an Gorzyca (Göritz), Malechowo und Grabowo (Martinshagen), im Westen und Norden an Wiekowo, Dobiesław (Abtshagen) und Jeżycki, wobei hier die Grabowa (Grabow) den natürlichen Grenzverlauf bestimmt.

## Ortsname
Przystawy wurde 1248 Pirbstowe, 1252 Piristowe und später Peristowe genannt, woraus sich dann die deutsche Bezeichnung Pirbstow entwickelte. Der Name soll vom wendischen „pristat“ = „anlegen“ herrühren, also „Anlegeplatz“ bedeuten. Einen Ort gleichen polnischen Namens gibt es noch im Powiat Szczecinecki (Neustettin).

## Geschichte
Aus weedischer Zeit stammten in Pirbstow die Überreste eines Burgwalls an einer Wiese am rechten Ufer der Grabow, „Wallberg“ genannt. 1248 wird der Ort erwähnt, als Herzog Swantopolk II. von Pommerellen dem Kloster Dargun im Mecklenburg die Dörfer Pirbstow und Büssow (heute polnisch: Boryszewo) zur Gründung des Zisterzienserklosters Buckow übereignet. Der Ort gehörte zu den Abteidörfern des Klosters, kam dann nach der Reformation in Pommern 1535 zum Amt Rügenwalde.
Bis 1945 gehörte Pirbstow mit Altenhagen (heute polnisch: Jeżyce), Neuenhagen Abtei (Jeżycki), Preetz (Porzecze) und Rußhagen (Rusko) zum Amtsbezirk Petershagen (Pęciszewko) im Landkreis Schlawe i. Pom.
Im März 1945 planten die Einwohner von Pirbstow, vor der herannahenden sowjetischen Armee zu fliehen. Der Treck wurde jedoch von den Truppen überrollt und nach Pirbstow zurückgeführt. Die Einwohner arbeiteten zunächst unter sowjetischer Verwaltung. Nach Übergabe an die Polen setzte die Vertreibung ein. Pirbstow erhielt den Namen Przystawy und ist heute ein Teil der Gmina Malechowo im Powiat Sławieński der Woiwodschaft Westpommern (bis 1998 der Woiwodschaft Köslin).

### Ortsgliederung vor 1945
Zur Gemeinde Pirbstow gehörten vor 1945 zwei Ortschaften:
1. Badelhörne (polnisch: Pięćmiechowo), 1 Kilometer nördlich, Siedlung mit zuletzt 11 Gehöften
2. Neuenhagen Forsthaus (Czarnolas), unweit von Badelhörne, Försterei des Forstamtes Neu Krakow (Nowy Kraków), Anwesen mit Landwirtschaft

## Kirche

### Kirchengemeinde
Pirbstow war ursprünglich in das evangelische Kirchspiel Altenhagen (heute polnisch: Dobiesław) eingepfarrt. Danach kam es zum Kirchspiel See Buckow (Bukowo Morskie). Als 1780 in Pibstow eine eigene Kirche gebaut wurde, wurde die Gemeinde verselbständigt, blieb jedoch als Filialgemeinde mit dem Kirchspiel See Buckow verbunden. Erst später kam sie zum Kirchspiel Petershagen (Pęciszewko), wo sie bis 1945 blieb und zuletzt 439 Gemeindeglieder (von 1863 im gesamten Kirchspiel) zählte. Das Dorf lag somit im Kirchenkreis Rügenwalde der Kirchenprovinz Pommern der evangelischen Kirche der Altpreußischen Union.
Heute ist die Einwohnerschaft von Przystawy überwiegend katholischer Konfession. Die evangelischen Gemeindeglieder werden vom jetzt zuständigen Pfarramt Koszalin (Köslin) in der Diözese Pommern-Großpolen der polnischen Evangelisch-Augsburgischen (d. h. lutherischen) Kirche betreut.

### Dorfkirche
Die Pirbstower Kirche wurde 1780 von Zimmermeister Kaspar Strehlow "eigenhändig und ohnentgeltlich gebauet". Es handelte sich um einen Fachwerkkirche, die in der Mitte des 20. Jahrhunderts durch eine neue Kirche ersetzt werden sollte. Das verhinderte der Ausbruch des Krieges. Die alte Kirche ist heute abgebrochen.

## Schule
In Pirbstow gab es bis 1945 eine Volksschule mit acht Schulklassen. Das zweistöckige Backsteingebäude stand mitten im Ort, es beherbergte unten zwei Klassenräume, oben die Lehrerwohnungen.